# Corsoncus magus
Corsoncus magus är en stekelart som först beskrevs av Cresson 1874.  Corsoncus magus ingår i släktet Corsoncus och familjen brokparasitsteklar. Inga underarter finns listade i Catalogue of Life.